# Red Wing (film)
Red Wing è un film del 2013 diretto da Will Wallace.
Film statunitense basato sul romanzo di George Sand François le Champi ed è stato prodotto dal regista e produttore Terrence Malick.

## Trama
Una giovane coppia accoglie un bambino adottivo che crescono nella loro fattoria nel Texas. Il giovane cresce diventando un bel ragazzo e il marito inizia a sospettare che sua moglie abbia dei sentimenti per lui.